# Astronomia de l'antiga Grècia
L'astronomia a l'antiga Grècia comprèn totes les descobertes i innovacions en astronomia fetes pel món hel·lènic. Estava considerada una branca de les matemàtiques i com a tal, subjecta a explicacions racionals.
Els grecs van posar nom als cinc planetes del sistema solar més propers, de fet els noms actuals mantenen aquest origen, basat en la mitologia grega (que s'expandiria als nous descobriments). La mateixa paraula "planeta" prové del grec i significa errant, ja que la posició d'aquests astres no era fixa, sinó que semblava moure's pel firmament. Van descriure aquests moviment situant els planetes i les estrelles en unes esferes que giraven envoltant la Terra (Plató afirmava que en fregar-se entre elles produïen la música de les esferes, la més sublim). No va ser fins Aristarc de Samos que va sorgir un model heliocèntric.
Claudi Ptolemeu assentà les bases del sistema cosmològic vigent durant segles, essent l'astrònom grec de més rellevància (malgrat la tornada a un sistema geocèntric). Aquestes bases van passar a l'astronomia de l'Índia i de Roma i des d'allà a Occident.

## Astronomia a la Grècia clàssica
El model imperant estava basat en el geocentrisme, amb el cosmos dividit en dues parts: una pertanyent a la Terra, fixa, i una altra corresponent a les esferes del cel, on giraven orbitant els diferents astres (Èudox de Cnidos). L'harmonia de les esferes assegurava l'ordre universal. Cada astre tenia el seu període de gir, de manera que es podia explicar la diferent aparença del firmament nocturn.

## Astronomia hel·lenística
Apol·loni de Perge va perfeccionar el model de les esferes amb moviments afegits que explicaven les irregularitats dels moviments dels planetes. Hiparc de Nicea va afegir al model clàssic grec els aprenentatges dels astrònoms babilonis, elaborant un catàleg d'estels els moviments dels quals podien afegir precisió a les variacions dels astres principals. També va dividir la Terra en meridians i paral·lels.
L'autèntica revolució de l'astronomia grega, però, va esdevenir-se en període romà, amb la publicació del sistema geocèntric de Claudi Ptolemeu a la seva obra Almagest, que va perdurar tota l'edat mitjana i que unifica els teòrics anteriors amb les seves mesures sobre el Sol i la Lluna i els epicicles, que permetien situar amb una cera exactitud la posició d'un astre al llarg del temps.